# آتش درخشان
آتش درخشان (به انگلیسی: Burning Bright) رمانی کوتاه از جان استاینبک است.
این کتاب که در قالب «داستان-نمایش» نوشته شده است دارای چهار پرده و چهار بازیگر است که در صحنه های مختلف یک موضوع را پیگیری می کنند. کتاب حول آرزوی پیرمردی به نام جوسول که آرزوی فرزند دارد اما به دلیل عقیم بودن قادر به داشتن فرزند نیست و به همین دلیل همسر جوانش ناگزیر می‌شود برای آبستن شدن با کارگر جوسول همبستر شود.

## ترجمه به فارسی
این رمان به زبان فارسی ترجمه شده و با مشخصات زیر به چاپ رسیده است:
- ل‍ه‍ی‍ب‌ س‍وزان‌، ت‍رج‍مۀ م‍ح‍م‍ود ف‍خ‍رداع‍ی‌، ت‍ه‍ران‌: امیر کبیر، کتاب‌های جیبی: مؤسسۀ انتشارات فرانکلین‏‫، ۱۳.
- ‏آتش فروزان، ترجمۀ مرضیه خسروی، تهران: روزگار‏‫، ۱۳۹۲.
- آتش درخشان، ترجمۀ سکوت، مشهد: مروج‏‫، بی‌تا.
- آتش درخشان، ترجمۀ اسدالله امرایی، تهران: افق، ‏‫۱۳۹۸‬.